# Shaktoolik
Shaktoolik és una població dels Estats Units a l'estat d'Alaska. Segons el cens del 2007 tenia 232 habitants. Félix Rodríguez de la Fuente hi va morir.

## Demografia
Segons el cens del 2000, Shaktoolik tenia 230 habitants, 60 habitatges, i 48 famílies La densitat de població era de 83,8 habitants/km².
Dels 60 habitatges en un 53,3% hi vivien nens de menys de 18 anys, en un 58,3% hi vivien parelles casades, en un 8,3% dones solteres, i en un 20% no eren unitats familiars. En el 16,7% dels habitatges hi vivien persones soles el 16,7% de les quals corresponia a persones de 65 anys o més que vivien soles. El nombre mitjà de persones vivint en cada habitatge era de 3,83 i el nombre mitjà de persones que vivien en cada família era de 4,42.
Per edats la població es repartia de la següent manera: un 39,1% tenia menys de 18 anys, un 12,2% entre 18 i 24, un 25,7% entre 25 i 44, un 16,5% de 45 a 60 i un 6,5% 65 anys o més.
L'edat mediana era de 24 anys. Per cada 100 dones de 18 o més anys hi havia 122,2 homes.
La renda mediana per habitatge era de 31.875 $ i la renda mediana per família de 35.000 $. Els homes tenien una renda mediana de 30.313 $ mentre que les dones 37.917 $. La renda per capita de la població era de 10.491 $. Cap de les famílies i el 6,1% de la població estaven per davall del llindar de pobresa.

## Poblacions més properes
El següent diagrama mostra les poblacions més properes.